# Скот Линч
Скот Линч (на английски: Scott Lynch) е американски писател, автор на бестселъри в жанровете приключенски роман и фентъзи.

## Биография и творчество
Скот Линч е роден на 2 април 1978 г. в Сейнт Пол, Минесота, САЩ. Най-големият от трима братя.
След гимназията работи като сервитьор, помощник готвач, уеб дизайнер, офис мениджър. През 2005 г. учи за пожарникар в Техническия колеж в Анока и става доброволец пожарникар през юни същата година.
През 2006 г. е публикуван първият му фентъзи роман „Лъжите на Локи Ламора“ от поредицата „Джентълмените Копелета“. Главният герой Локи Ламора, наречен Трънът на Камор, е обвеян с легенди – непобедим фехтовач, изкусен крадец, призрак минаващ през стените, легендарен защитник на слабите. Истината е, че краде от богатите, но не дава на бедните, а само на дружината банда крадци – Джентълмените Копелета. Те обаче се оказват забъркани в сложна и убийствена измама с тежки изпитания, и за да оцелеят трябва да дадат всичко от себе си и уменията си, за да оцелеят. Романът става литературно събитие, световен бестселър, и е номиниран за Световната награда за фентъзи и за наградата „Джон У. Камбъл“.
През 2009 г. започва да публикува безплатно на своя сайт романът „Queen of the Iron Sands“ (Кралицата на железните пясъци).
Скот Линч живее с партньорката си, писателката Елизабет Беър, в Ню Ричмънд, Западен Уисконсин.

## Произведения

### Серия „Джентълмените копелета“ (Gentleman Bastard)
- The Bastards and the Knives (2008) – сборник новели, предистория

1. The Lies of Locke Lamora (2006) – награда „Джон У. Камбъл“
Лъжите на Локи Ламора, изд.: „Рива“, София (2008), прев. Светлана Комогорова-Комата
2. Red Seas Under Red Skies (2007)
Червени морета под червени небета, изд.: „Рива“, София (2010), прев. Светлана Комогорова-Комата
3. The Republic of Thieves (2013)
Републиката на крадците, изд.: „Рива“, София (2015), прев. Светлана Комогорова-Комата
4. The Thorn of Emberlain (предстои)
5. The Ministry of Necessity (?)
6. The Mage and the Master Spy (?)
7. Inherit the Night (?)

### Разкази
- In the Stacks (2010)
- He Built the Wall to Knock it Down (2012)
- The Effigy Engine: A Tale of the Red Hats (2013)